# George Pal Memorial Award
Folgende Personen haben den Saturn Award George Pal Memorial Award gewonnen.
- C. Dean Anderson (1975)
- Don Fanzo (1975)
- Gloria Swanson (1975)
- Fay Wray (1975)
- John Badham (1980)
- Nicholas Meyer (1984)
- Douglas Trumbull (1985)
- Charles Band (1986)
- Arnold Leibovit (1987)
- Larry Cohen (1988)
- David Cronenberg (1989)
- William Friedkin (1991)
- Gene Roddenberry (1992)
- Frank Marshall (1993)
- Wah Chang (1994)
- Gene Warren (1994)
- Stan Winston (1994)
- Robert Zemeckis (1995)
- John Carpenter (1996)
- Kathleen Kennedy (1997)
- Dean Devlin (1998)
- Ray Bradbury (1999)
- Douglas Wick (2000)
- Sam Raimi (2001)
- Samuel Z. Arkoff (2002)
- Ridley Scott (2004)
- Ray Harryhausen (2006)
- Guillermo del Toro (2008)
- Alex Kurtzman (2010)
- Roberto Orci (2010)
- Martin Scorsese (2012)
- Gregory Nicotero (2014)
- Simon Kinberg (2015)